# سرماح
سرماح (الاسم العلمي Ephippiger)، جنس جنادب من فصيلةالقبوطيات، ثوبه إلى الصفار الحنطي. طوله يراوح من 27 إلى 40 مم. كوسله كبير القد مسروج، يعلوه تجذيع متصالب أسمر اللون. زباناه دقيقتان مستطيلتان. مرزه كالسيف شكلًا واستقامة. مجاديفه شديدة القصر. أجنحته رمزية. أفخاذه كبيرة. سيقانه دقيقة لاتمكنه من القفز المستمر. يكثر وجوده في المراعي وبين الأعشاب وعلى الأرض البور. قوته الورق الأخضر. وقد يركب الكرمة فيقضي علي خلبها ويؤذيها.

## معرض صور

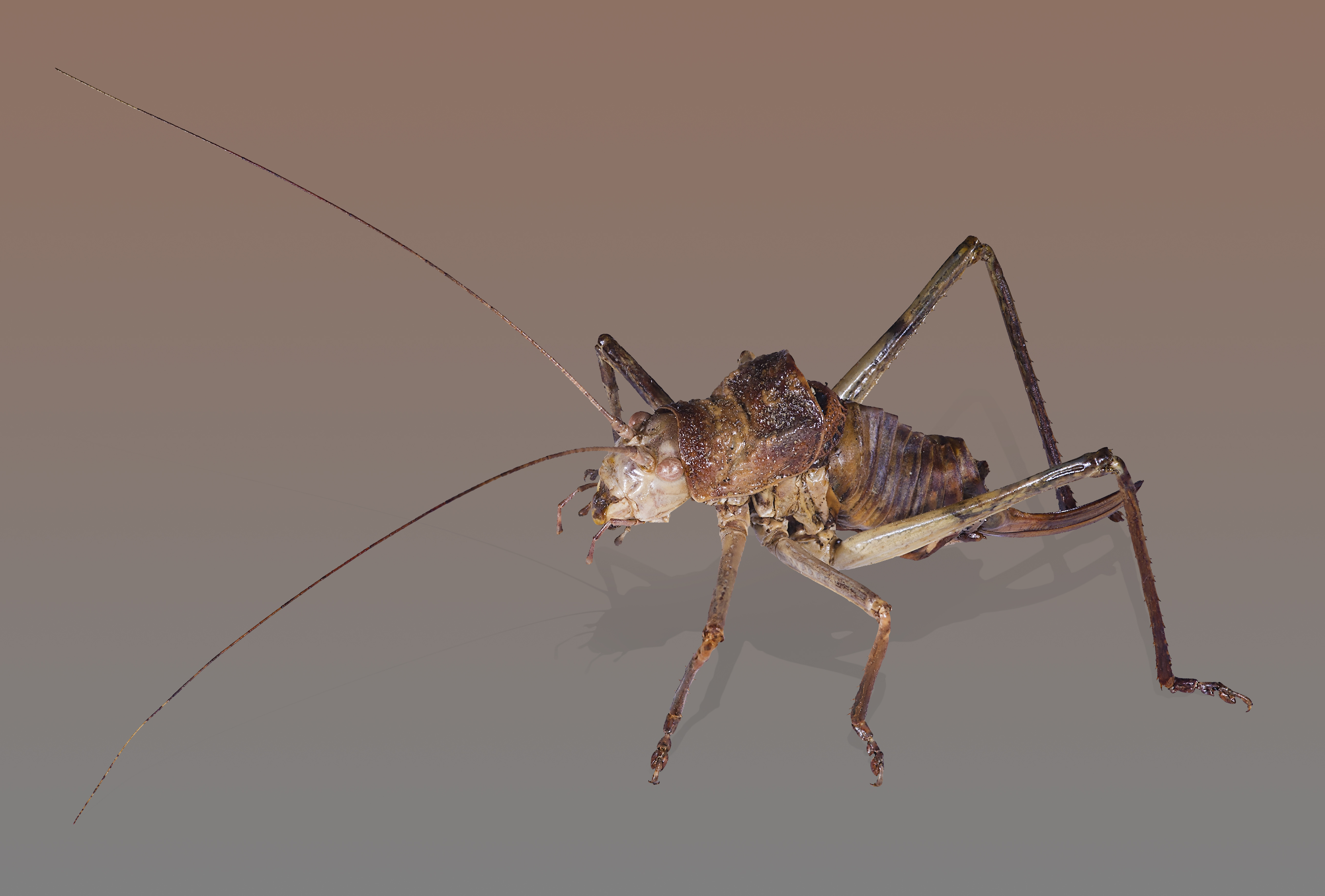
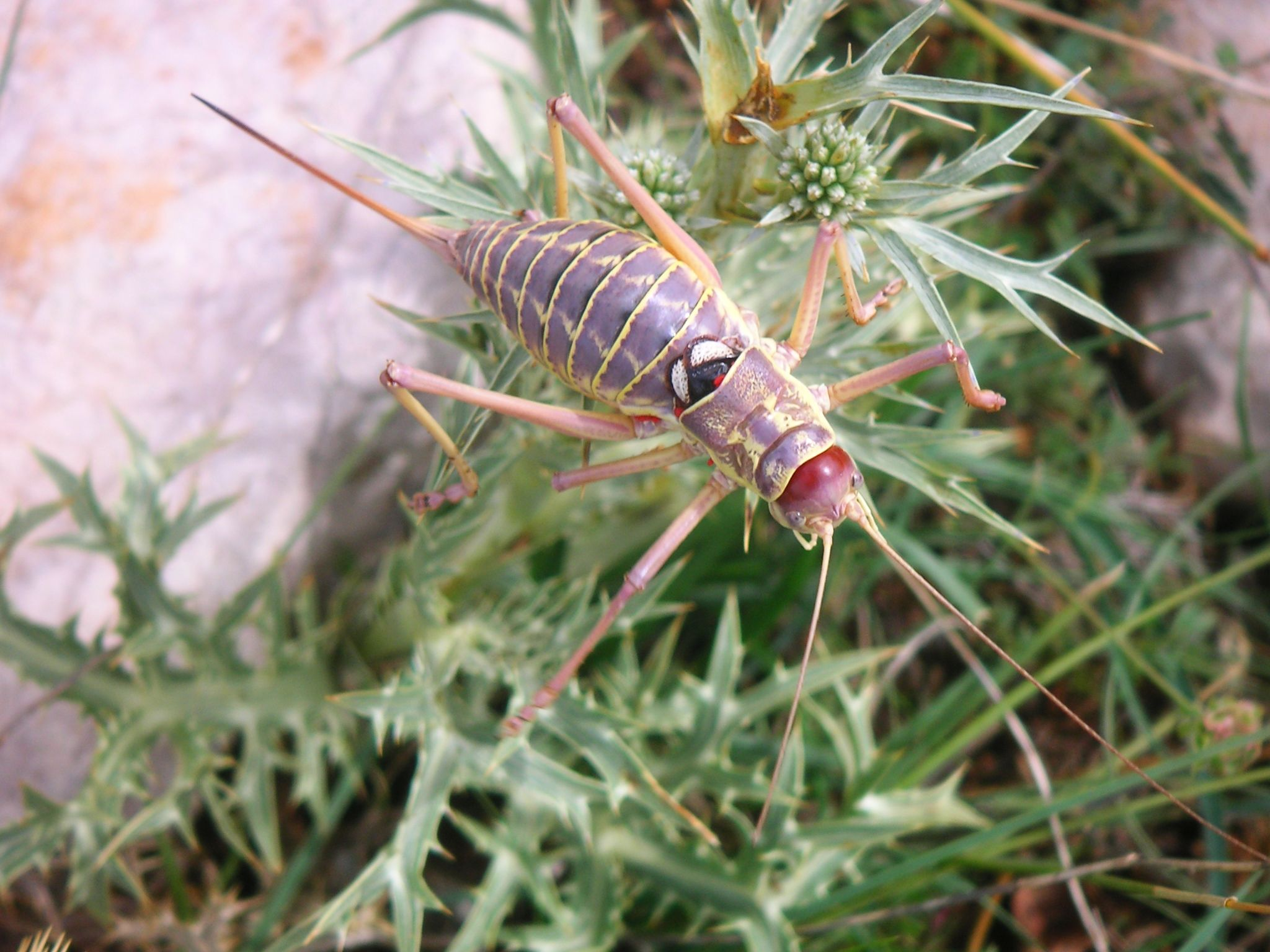
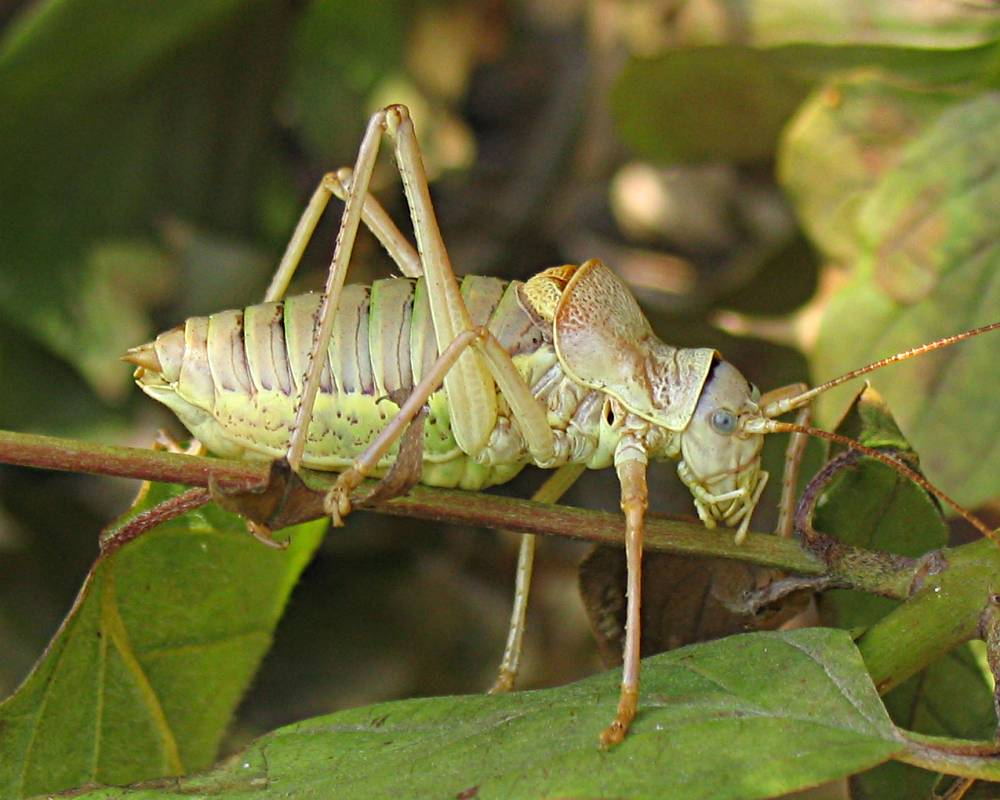
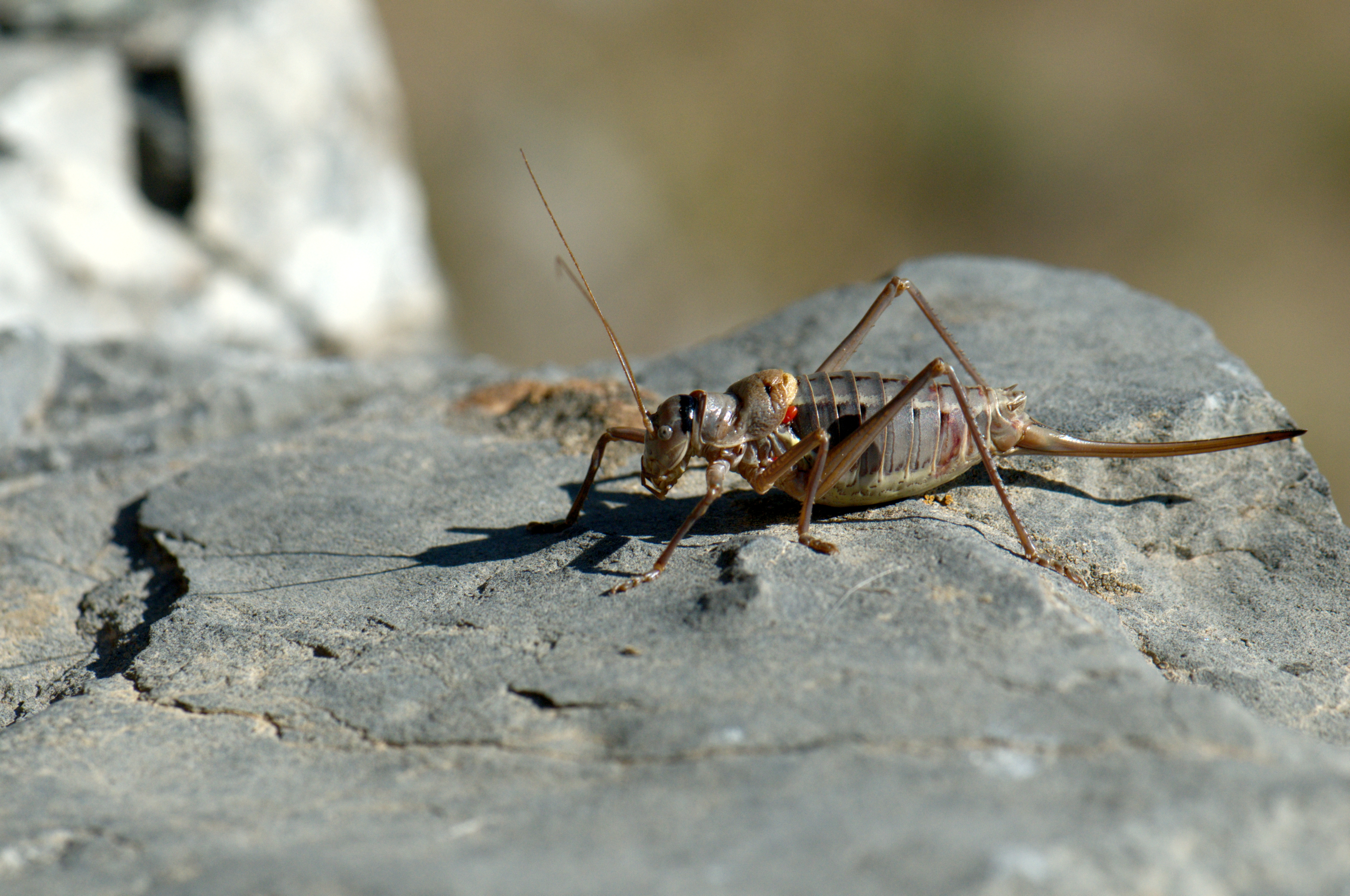